# Замок Вайкерсхайм
Замок Вайкерсхайм (Schloss Weikersheim) — одна из резиденций немецкого княжеского рода Гогенлоэ, расположенная в одноимённом городе. Главный дом усадьбы сочетает в себе элементы ренессанса и барокко.
Первоначально на этом месте находился средневековый замок на воде, а современное здание построено и украшено в XVI—XVIII веках. Замок знаменит своим рыцарским залом, оформленным сценами охоты, фигурами животных в натуральную величину и кассетным потолком, заполненным жанровыми картинами. В своё время здесь находилась лаборатория алхимика.
Гогенлоэ владели усадьбой до начала XIX века. Помещения сохранились в первоначальном виде и потому здание представляет собой подлинный образец культуры жилища своего времени.
Замок интересен также своим парком с оранжереей, созданными в подражание Версалю в 1708-1710 годах. В парке находятся более 50 статуй.

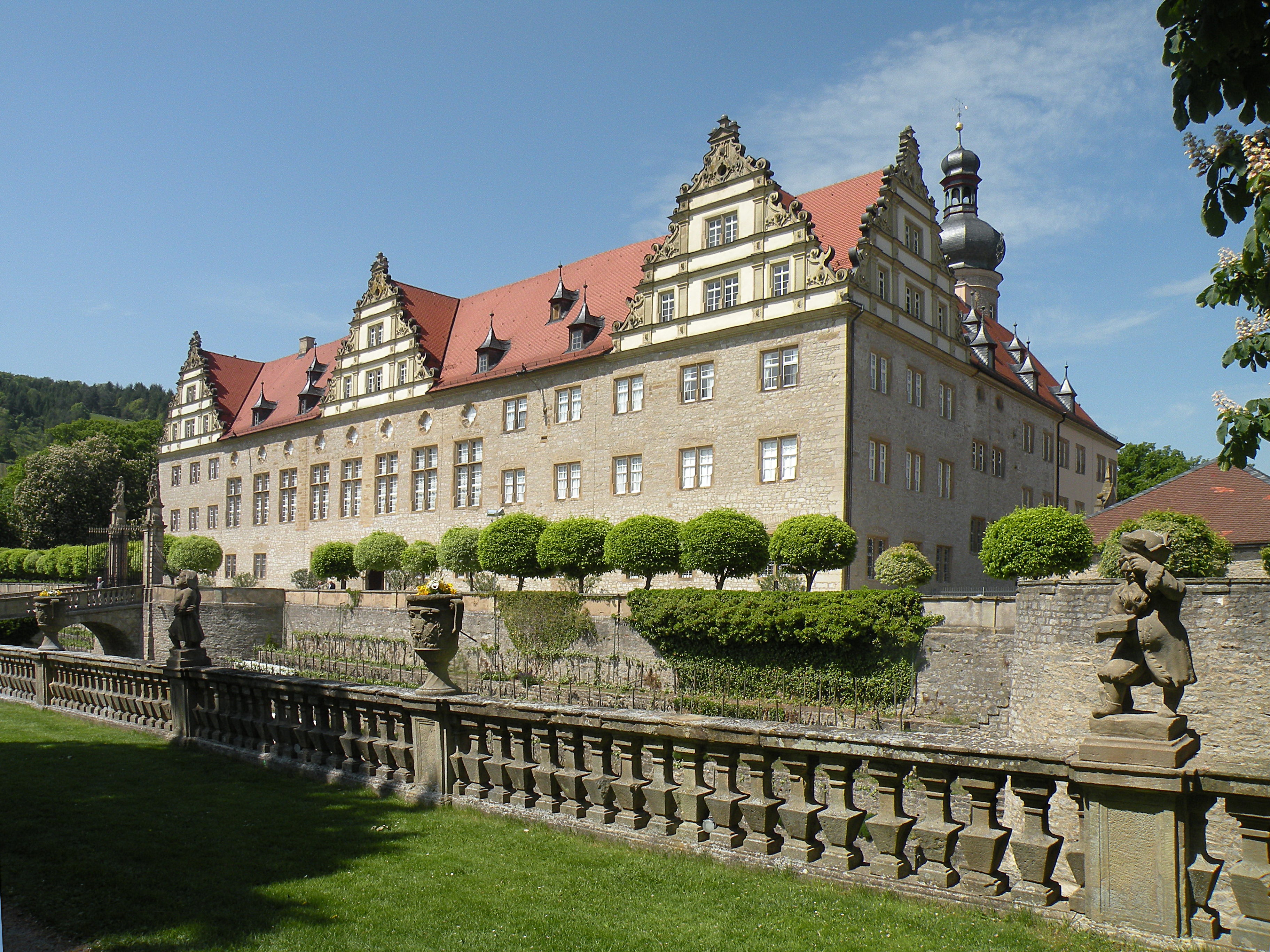
Замок-дворец
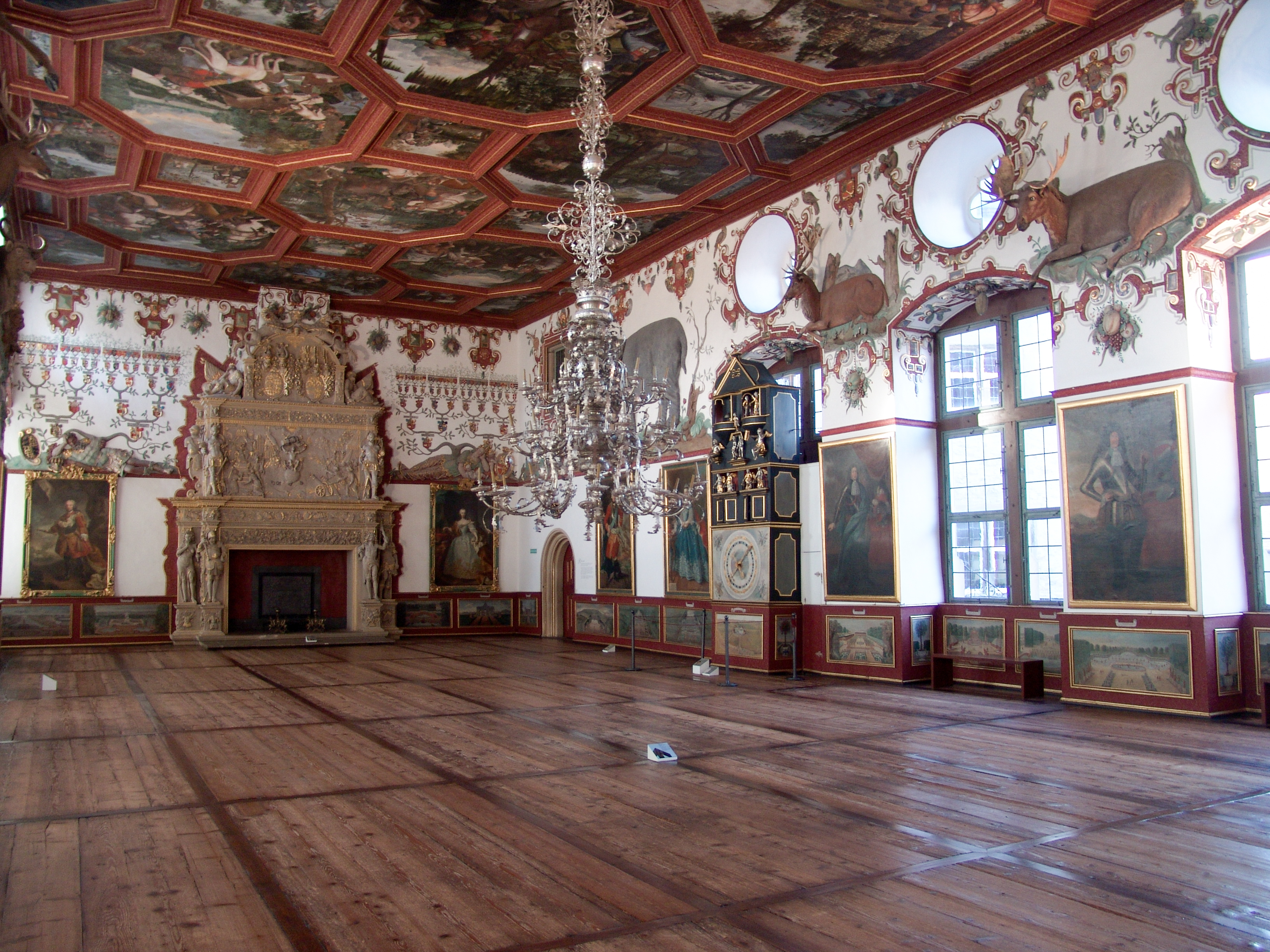
Рыцарский зал
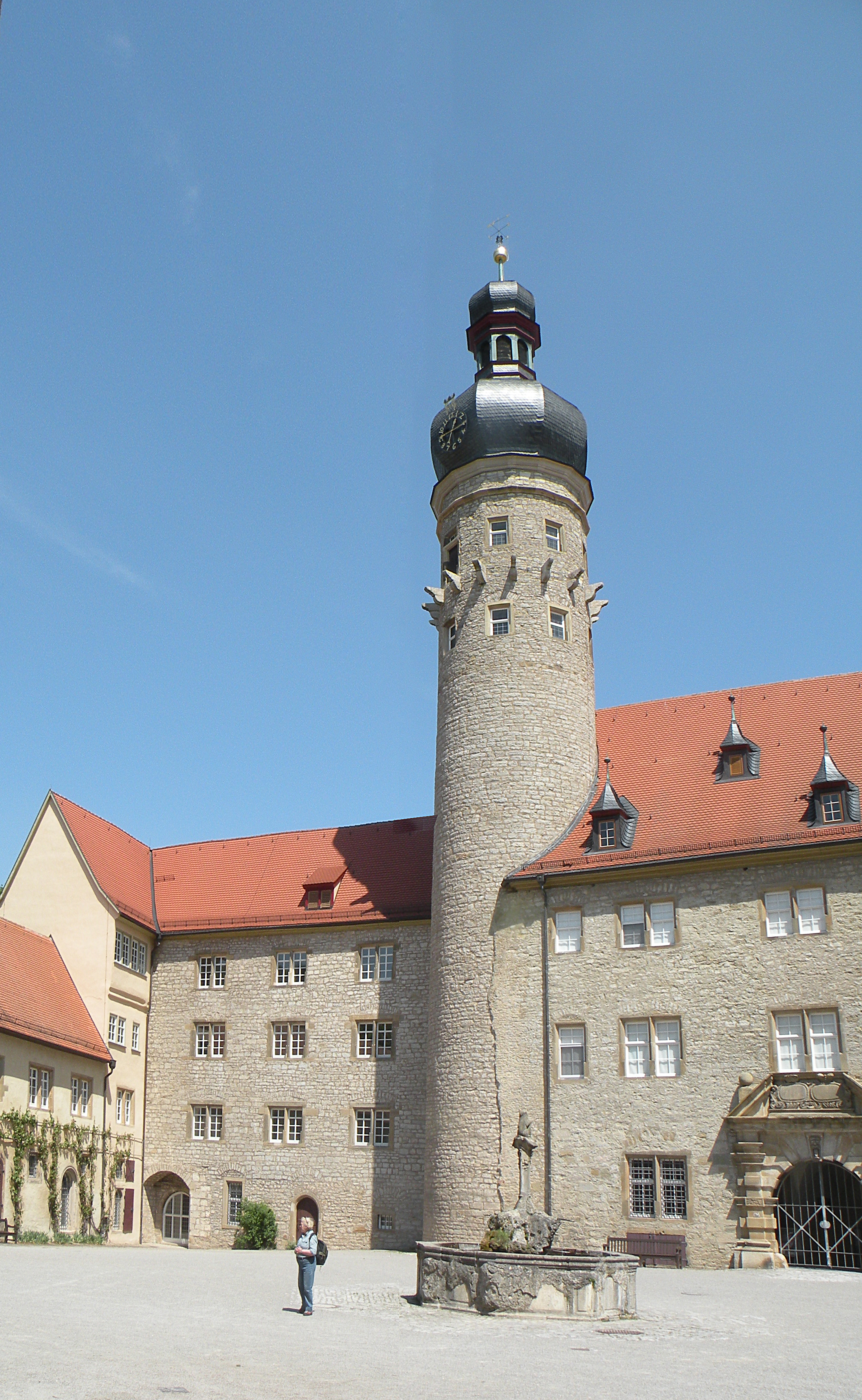
Донжон / бергфрид
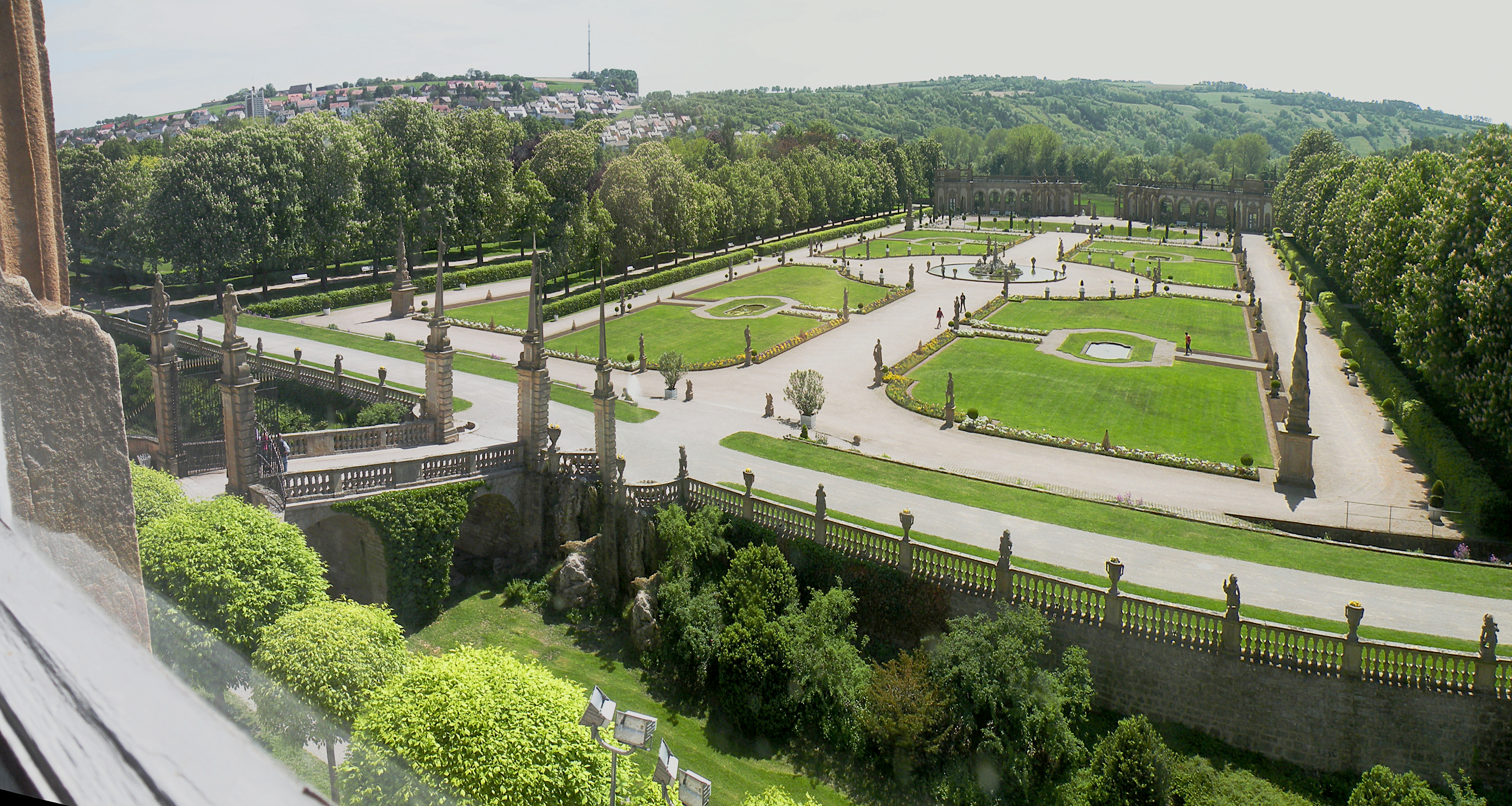
Дворцовый парк